# Instant Schlager
Instant Schlager er det første studiealbum af den danske rockgruppe Warm Guns, der blev udgivet i 1980 på Vertigo. Det var gruppens anden udgivelse, da de året forinden havde udgivet live mini-albummet First Shot Live.
Singlen "The Young Go First" blev et mindre radio-hit og opnåede bl.a. en placering på Australiens Top 20. Henning Stærk indspillede "Under My Skin" på EP'en Henning Stærk i 1981.

## Baggrund og indspilning
Inden indspilningerne begyndte, samledes Warm Guns i sangskriver Lars Muhls kælder, og sammen med co-producer Robert Hauschildt gik de i gang med at arrangere sangene. Muhl beskriver i sin biografi Sjæl i flammer, hvordan musikerne placerede sig i en rundkreds med to små forstærkere og håndklæder på trommerne: 
”Robert dirigerede slagets gang fra midten. Det blev takket være ham, en tour de force i hvordan man klæder et rock-band af til skindet. […] Sangene blev skåret ind til benet, alt overflødigt kasseret.”
Aftenerne blev brugt på at gennemgå tekstoplæg og efter 3 uger var arrangementerne på plads. I februar 1980 gik Warm Guns i Werner Studio i København og indspillede albummet i løbet af fjorten dage. Albummet blev produceret af Robert Hauschildt og Warm Guns bortset fra "The Young Go First", der blev produceret af Nils Henriksen.
Singlen "The Young Go First" skabte interesse om gruppen, men gennembruddet i  Danmark og udland udeblev.

## Modtagelse
Musikmagasinet MM skrev, at albummets titel "udtrykker den kontante hensigt i kortform: brugsmusik, pop, noget der "slår"." Gruppen - og især Lars Muhl - blev sammenlignet med Elvis Costello, som værende "mere Costello end Costello selv". Derudover spillede Warm Guns lige så "uanstrengt, hurtigt og målrettet som mange engelske underholdningsrockere". MM mente at en stor del af materialet levede op til titlens løfte om ''action og letfængelighed". De fremhævede "The Young Go First", "Under My Skin" og "Shiny Shoes", "i kraft af deres halvt velkendte melodier", og "I’ll Get You", "She’s a Go Go Getter" og "Back in the 80′s", "takket være gruppens aggression og dynamiske energi."

## Spor
Alle sange skrevet og komponeret af Lars Muhl, undtagen hvor noteret. 
| 1. | "Back in the 80s"      |                         |  | 2:53 |
| 2. | "The Young Go First"   |                         |  | 4:27 |
| 3. | "I'll Get You"         | Muhl, Robert Hauschildt |  | 2:00 |
| 4. | "Welcome in the CIA"   |                         |  | 2:14 |
| 5. | "Under My Skin"        |                         |  | 3:19 |
| 6. | "She's a Go-Go-Getter" | Hauschildt              |  | 2:18 |

| 7.  | "Run Deep"    |                |           | 2:48 |
| 8.  | "Rip Off"     | Hauschildt     |           | 2:33 |
| 9.  | "Get Up"      |                |           | 2:34 |
| 10. | "Shiny Shoes" |                |           | 2:52 |
| 11. | "Snapshot"    | (Instrumental) | Warm Guns | 1:27 |
| 12. | "So What?"    |                |           | 2:41 |

## Medvirkende
- Lars Muhl – vokal, keyboards
- Lars Hybel – guitar, bas
- Jacob Perbøll – guitar, bas
- Jens G. Nielsen – trommer

Produktion
- Robert Hauschildt – producer
- Warm Guns – producer
- Nils Henriksen – producer ("The Young Go First")
- Werner Scherrer – teknik
- Ernst Mikael Jørgensen – supervisor
- Poul Erik Veigaard – fotos
- Heartbreak Prod. – cover design